# Hao Haidong
Hao Haidong (traditioneel Chinees: 郝海東, hanyu pinyin: Hǎo Hǎidōng) (Qingdao, 9 mei 1970) is een Chinees voormalig voetballer. In zijn spelerscarrière was hij jarenlang actief bij de Chinese topclub Dalian Shide, die in die jaren de meest succesvolle periode uit de clubgeschiedenis beleefde. Met de club won hij in de periode van 1997 tot 2002 vijf landstitels. Hao speelde daarnaast 106 interlands in het Chinees voetbalelftal en behoort daarmee tot de vijf Chinezen die honderd of meer interlands speelde voor hun land. Hao maakte 41 interlanddoelpunten en is daarmee topscorer van het nationaal elftal.

## Clubcarrière
Hao begon zijn carrière in 1986 bij de oorspronkelijk militaire voetbalclub Bayi, die behoorde tot de sporttak van het Volksbevrijdingsleger. Elf seizoenen lang kwam hij voor de club in actie. Bayi werd in 1986 landskampioen, maar Hao speelde toen nog niet mee op het hoogste niveau. In juli 1994 raakte Hao betrokken bij een vechtpartij op het veld tijdens een competitiewedstrijd tegen Guangdong Hongyuan, waarbij hij slaags raakte met Craig Allardyce, zoon van de Engelse trainer Sam Allardyce; beiden kregen vervolgens van de Chinese voetbalbond een schorsing van een half jaar opgelegd, waardoor Hao een streep moest zetten door deelname aan de Aziatische Spelen 1994.
In 1997 tekende Hao een contract bij Dalian Shide. Met de transfer was 2,2 miljoen yuan gemoeid, op dat moment een bijzonder hoog bedrag. Vanaf zijn eerste seizoen, toen zowel de landstitel als de supercup werd gewonnen, maakte hij deel uit van het basiselftal. De competitie van 1997 werd bijna ongeslagen gewonnen, met Hao als maker van een derde van de doelpunten van Dalian. Een periode van dominantie in het Chinese voetbal begon: in de volgende vijf jaar werden vier landstitels gewonnen. In zowel 1997 als 1998 eindigde Hao als topscorer van de competitie en werd hij uitgeroepen tot speler van het jaar.
De AFC Champions League kende haar eerste editie in het seizoen 2002/03, en Dalian Shide reikte tot de halve finale. Uiteindelijke kampioen Al Ain uit de Emiraten versloeg Dalian over twee wedstrijden (7–6); Hao maakte drie doelpunten. Met negen doelpunten in totaal eindigde hij als topscorer van het toernooi. Toen de Servische trainer Kosanović in 2004 de club verliet, stelde de clubleiding Hao aan als interim-trainer.
Toen Hao in 2005 het einde van zijn spelerscarrière naderde, tekende hij voor het symbolische transferbedrag van één pond een contract bij de Engelse club Sheffield United. Dalian stond de transfer, die de club financieel niets opleverde, toe als betuiging van dank voor Hao's jarenlange activiteit bij de club. Zijn periode bij Sheffield stond echter bol van blessureleed, en Hao besteedde het grootste deel van zijn tijd aan het trainen van de jeugd bij Sheffield United. De enige wedstrijd die hij speelde was een bekerduel op 7 januari 2006 in de strijd om de FA Cup 2005/06 tegen Colchester United.

## Interlandcarrière
In een vriendschappelijke interland op 22 augustus 1992 tegen Noord-Korea (2–2) maakte Hao Haidong zijn debuut in het Chinees voetbalelftal. Twee maanden na zijn debuut behoorde hij tot de selectie voor het Aziatisch kampioenschap voetbal 1992, een van de meest succesvolle interlandtoernooien in de geschiedenis van het nationaal elftal: nadat op 6 november 1992 de halve finale van gastland Japan werd verloren, versloeg China in de troostfinale de Verenigde Arabische Emiraten. Hao maakte in deze wedstrijd zijn enige doelpunt van het kampioenschap. Vanaf zijn debuutwedstrijd in de zomer van 1992 behoorde Hao tot de vaste basisspelers van China. In vijf jaar tijd speelde hij meer dan vijftig interlands.
In januari 2000 speelde Hao mee in de interland tegen Guam die eindigde in 19–0 en daarmee een van de grootste uitslagen in het interlandvoetbal ooit is. Hijzelf maakte vier doelpunten. Onder de nieuwe Servische bondscoach Bora Milutinović was Hao in 2001 actief in het succesvolle WK-kwalificatietoernooi en behoorde hij een jaar later ook tot de Chinese selectie die deelnam aan het wereldkampioenschap, dat plaatsvond in buurlanden Japan en Zuid-Korea. In alle drie groepswedstrijden kwam hij in actie. Hao's laatste interlandtoernooi was het succesvolle Aziatisch kampioenschap 2004 in eigen land, waarin China de finale bereikte. Hao, die tijdens het toernooi als meest ervaren lid van de selectie twee doelpunten maakte, speelde tijdens het kampioenschap eveneens zijn honderdste interland. Op 17 november 2004 sloot hij zijn interlandcarrière af met een 7–0 overwinning op Hongkong in het kwalificatietoernooi voor het WK 2006. De wedstrijd was de laatste van de kwalificatiegroep; om nog kans te maken op plaatsing had China met één doelpunt verschil meer moeten winnen.